# ティラピア
ティラピアあるいはテラピア（tilapia）は、カワスズメ科に属す魚の一部を指すものとして確立された和名である。カワスズメの名前はスズメダイに由来する。

## 概要
ティラピアという名称は、日本に導入された3種がいずれも当時Tilapia属に分類されていたことに由来するが、現在ではそのうちの2種はOreochromis属に分類が変更されている。このため、和名に「ティラピア」を冠する種と分類学上の集団 Tilapiaは2014年現在必ずしも一致しない。
原産地はアフリカと中近東であるが、食用として世界各地の河川に導入されたため、分布域が著しく拡大している。
淡水、汽水の様々な環境に適応するが、水温が10℃以下になる地域での生息は確認されていない。
雑食性。貪欲で、口に入る動植物を生死問わず食べる。
性質の荒い種が多く、縄張りに侵入してくる他魚をしばしば執拗に攻撃する。

## 利用
ティラピアの導入は、アジアから南北アメリカまで世界全域に及ぶ。

### 食用
| 項目                              | 分量（g） |
| --------------------------------- | --------- |
| 脂肪                              | 1.7       |
| 飽和脂肪酸                        | 0.585     |
| 16:0（パルミチン酸）              | 0.424     |
| 18:0（ステアリン酸）              | 0.107     |
| 一価不飽和脂肪酸                  | 0.498     |
| 18:1（オレイン酸）                | 0.379     |
| 多価不飽和脂肪酸                  | 0.363     |
| 18:2（リノール酸）                | 0.158     |
| 18:3（α-リノレン酸）              | 0.033     |
| 22:5（ドコサペンタエン酸（DPA）） | 0.043     |
| 22:6（ドコサヘキサエン酸（DHA）） | 0.086     |

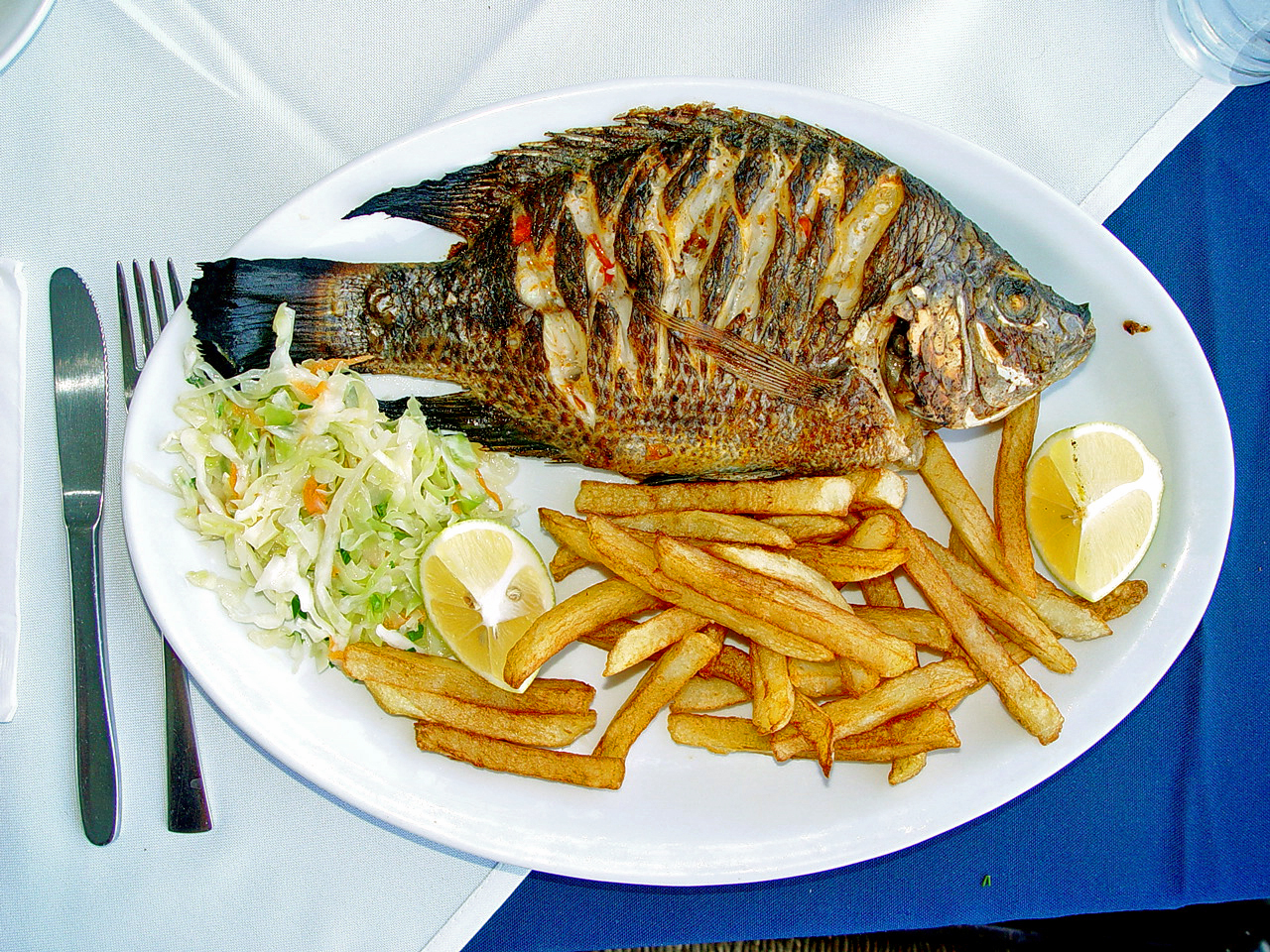
ガリラヤ湖で採れたティラピアの丸揚げ

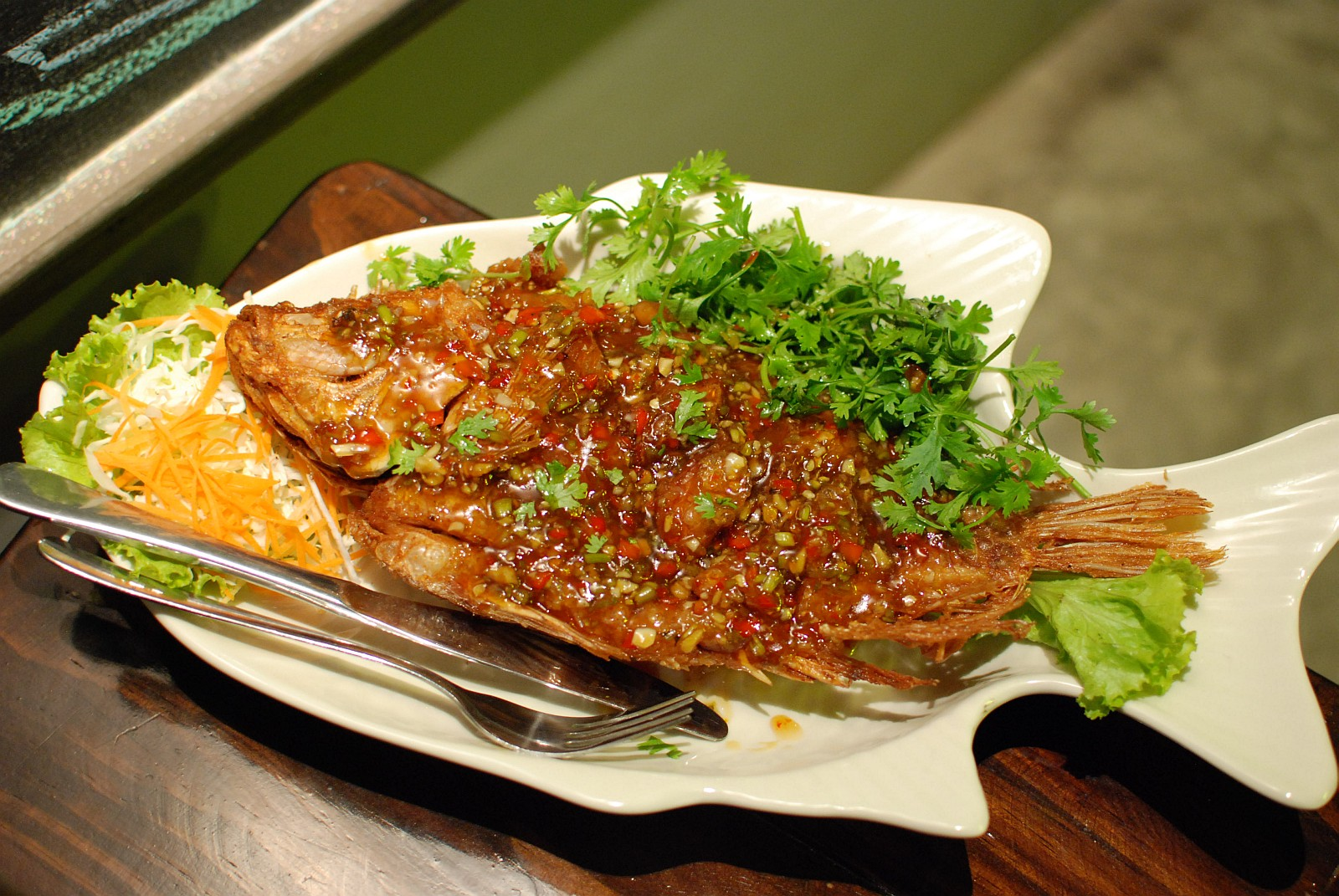
ティラピアのフライ

ティラピアの肉質は臭みもなく非常に美味で、各国で食用として使用されている。野生個体が漁獲される他、養殖も盛んである。川魚だが皮も臭みがなく美味である。
ただ内臓は、よほどの清流でない限り、非常に臭みが有るので、三枚におろさず、内臓を開かないよう、背と尾の可食部のみを切り取るさばき方をするとよい。
ニジマスやブラウントラウトのような淡水魚やイワシ、サバ、鮭、タラ、マグロ、鯛、スズキなどの海水魚などと同様に一般的な食材として流通している国々もある。

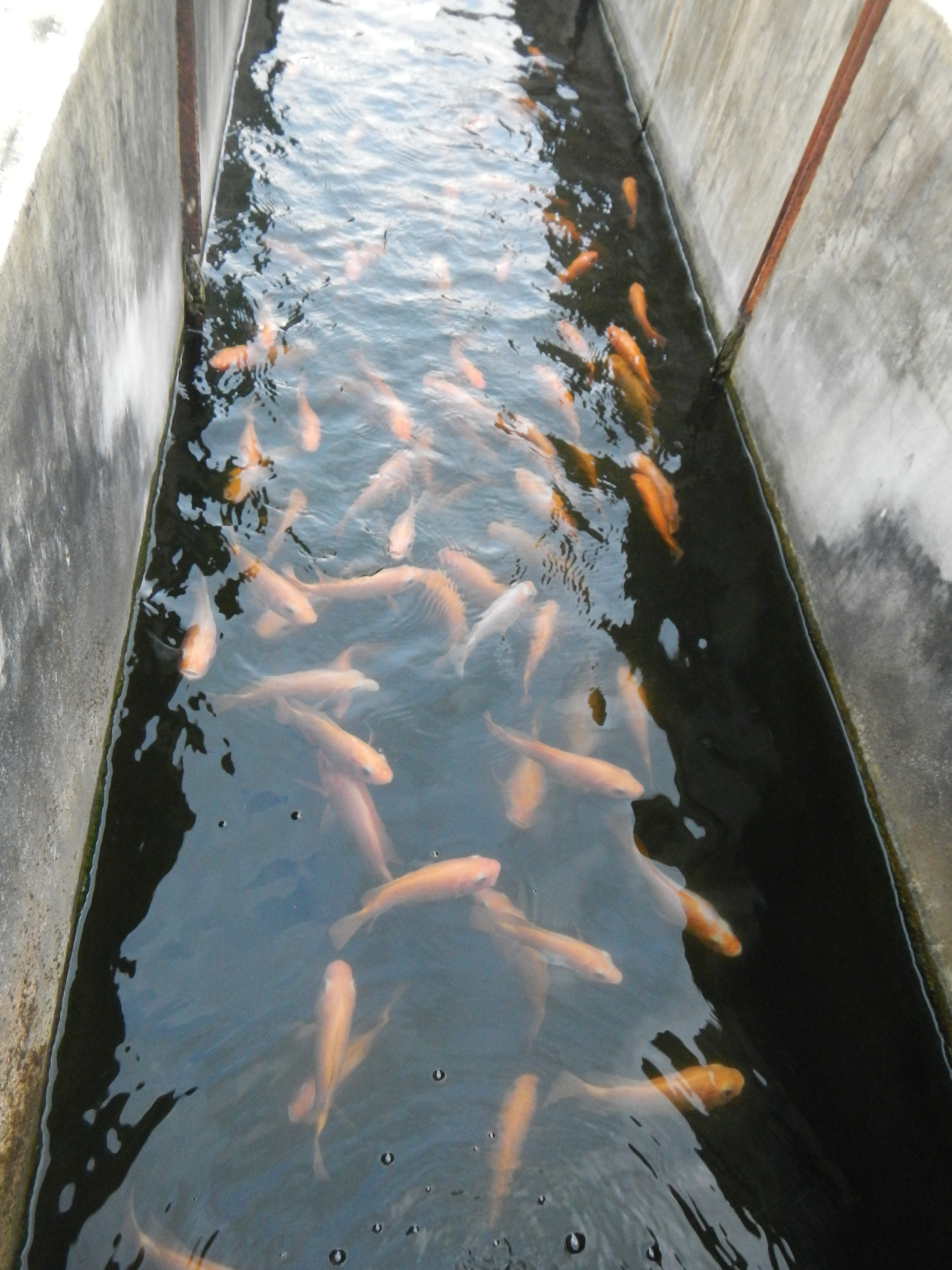
フィリピンのCLSUで養殖試験中のレッドナイルティラピア

世界各国で、金魚のように選別された赤色の個体（ナイルティラピア）が養殖されている。
ナイルティラピア (Nile tilapia) x ブルーティラピア (Blue tilapia) のハイブリッド個体なども養殖される。

#### 日本
日本に導入されたティラピアと呼称される魚は、シクリッド科（カワスズメ科）のナイルティラピア（Nile tilapia、Oreochromis niloticus）、カワスズメ（モザンビークテラピア、Mozambique tilapia、Oreochromis mossambicus）、ジルティラピア（Tilapia zillii）で、第二次世界大戦後の食糧危機においてタンパク源として注目された。
このうち食用として普及したのはナイルティラピアで、流通名は「イズミダイ」又は「チカダイ」と呼ばれ養殖された。流通名として高級感があるなどといった理由で付けられた名前だが、鯛類とは全くの別種で、生息環境も異なる。
外観もクロダイまたは鯛に似て、味や食感も非常に美味だが、国産の養殖のティラピアは、生産量や人件費の関係で比較的高価であり、鯛の養殖が大規模で行われるようになり価格も下がったため、「いずみ鯛」として積極的に取り扱う販売店を除いては流通も限られていた。現在では店頭で見かけることはほぼ無くなっている。

#### イスラエル
イエス・キリストゆかりの場所として知られるガリラヤ湖に多く生息しており、地元の名物料理である。切れ込みを入れ丸揚げにしたものにレモンをかけて食べるのが一般的。イエスの弟子である聖ペトロが銀貨を咥えたティラピアを釣り上げた逸話から（『貢の銭』）、「セント・ピーターズ・フィッシュ」と呼ばれる。

#### タイ
1960年代、タイ王国の食糧事情が難しいと知った魚類学者でもある皇太子明仁親王（現・上皇）は、タイ国王にティラピア（ナイルティラピア）を50尾贈り、「ティラピアの養殖」を提案。タイ政府はそれを受け、現在、タイでは広くティラピアが食されている。このエピソードにちなみ、タイでは華僑により「仁魚」という漢字名がつけられ、タイ語でもプラー・ニン（ปลานิล）と呼ばれている。1973年のバングラデシュでの食糧危機に際しては、タイがバングラデシュに自国で養殖したティラピアの親魚50万尾を贈呈した。

#### 台湾
1946年にカワスズメがシンガポールから導入され、導入者である呉振輝と郭啓彰の姓を取った呉郭魚の名で養殖され、食材として重要となっている。1969年には、ナイルティラピアとの交配が行われて、福寿魚 (台湾鯛) と名付けられた。現在は養殖場内で交雑が進んでいる。日本やヨーロッパに輸出も行われている。

#### 中国
1970年代に湖北省でナイルティラピアが導入され、ナイル（尼羅）とアフリカ（非洲）から羅非魚と命名された。その後、華南を中心に養殖が盛んに行われるようになり、現在は一般的な食材として流通している。唐揚げ、蒸し魚、煮魚、スープなどに広く利用されている。

#### チャド
チャド南部ではオクラなどの潰した野菜とともにピーナッツバターで煮込んだ「ダラバ」という料理に入れられることがある。NHKドラマ「夢食堂の料理人〜1964東京オリンピック選手村物語〜」では、チャド出身の選手のために、当時の日本ではティラピアが手に入らず、代わりにマダイを入れたダラバ作りに奮闘する料理人が描かれた

#### カンボジア
日系企業が養殖加工販売をしている。
ティラピアのブランド名は南国鯛
(商標登録済) 
フィレ加工以外に、ふりかけ、ペットフード、パウダー、鱗からコラーゲン製造等も行っている。

### 観賞魚
比較的大型美麗で見栄えのする種の多いティラピア類は、他のシクリッドと同様、観賞用として輸入され流通している。
丈夫で餌の嗜好の気むずかしさも無いため、飼育自体は容易である。また、日本の場合北海道、東北地域以外の室内では、加温設備が無くとも成魚が越冬できる場合がある。
ただし、成長すると非常に大きくなるので、飼育設備は相応のサイズのものを用意する必要がある。また攻撃性が高いため、1つの水槽での飼育個体数は1匹のみとするか、互いに攻撃対象の優先順位付けができなくなるほどの多個体同居飼育にする必要がある。

## 縄張り
雄のティラピアは縄張りを持つが、その縄張りの形は多角形状にきれいに分割される。この分割は重心ボロノイ分割でうまく近似される。

## 生態系被害防止外来種
ティラピア類の優秀な適応力は、漁業目的では喜ばしいものだったが、在来魚を駆逐する淘汰圧を発揮し、移植導入先の世界各地の生態系にとって脅威となった。
日本国内でもティラピア類は琉球列島や温泉地域などで帰化・定着していることが確認されている。とりわけ沖縄諸島の河川や湖沼、愛知県名古屋市中川区・港区の荒子川、尾張温泉周辺では、大量繁殖したナイルティラピア等が極端な優占種と化し、生態系に深刻な圧迫をもたらしている。
このため、生態学的な問題を招く可能性があるとしてナイルティラピアとカワスズメが外来生物法により要注意外来生物に指定された。2015年3月26日をもって｢生態系被害防止外来種｣に変更された。